# Geschiedenis van New York (stad)
Dit artikel geeft een overzicht van de geschiedenis van de stad New York.

## Indiaanse prehistorie en Nieuw Nederland: 1613-1664

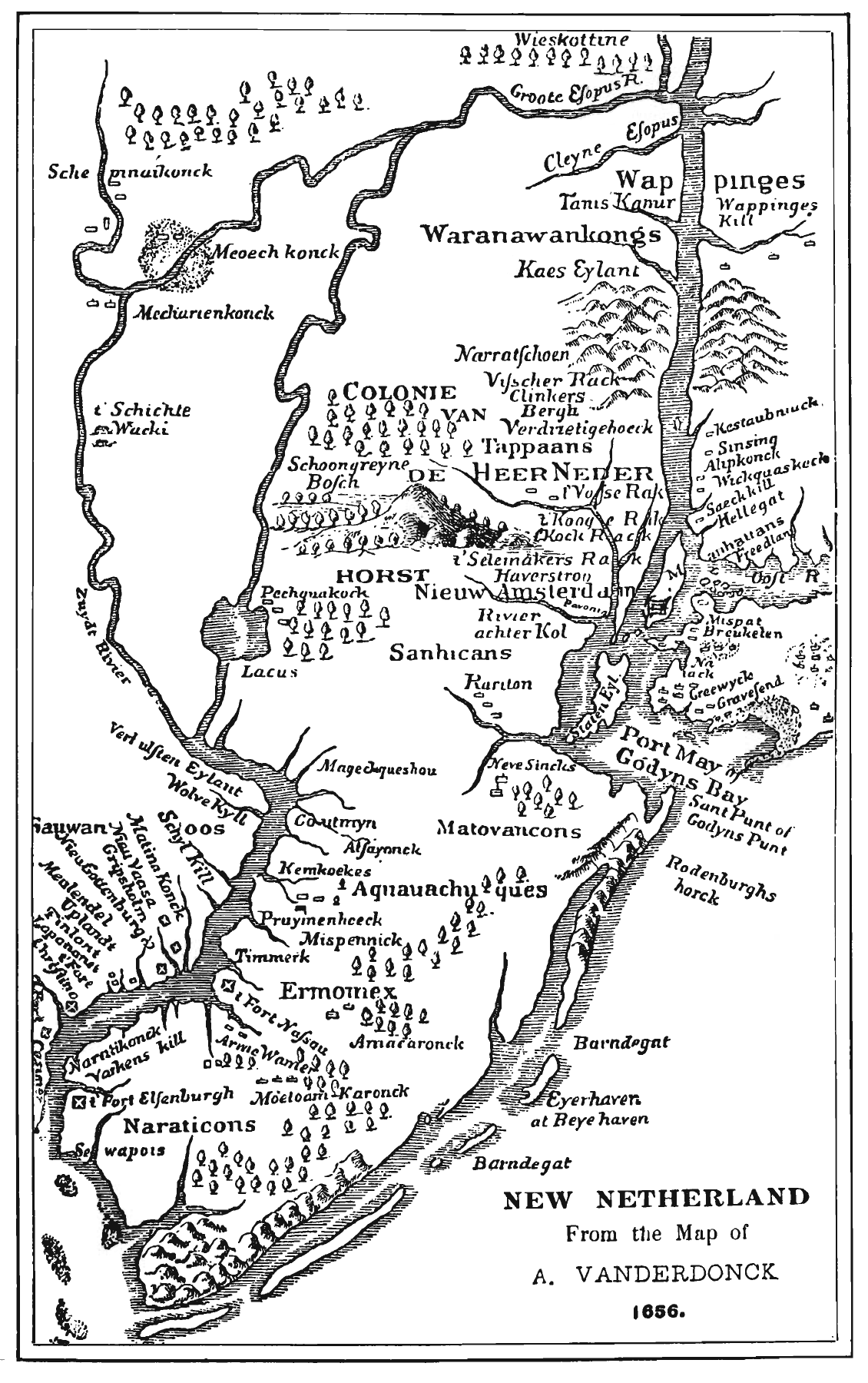
Kaart uit 1656

In de geschiedenis van New York zijn de Algonkian sprekende Lenni-Lenape de oorspronkelijke indiaanse bewoners van het eiland Manhattan. Lenapes in kano's ontmoetten in 1524 de Italiaan Giovanni da Verrazzano, de eerste Europese ontdekkingsreiziger die New York Harbor aandeed. Giovanni da Verrazzano noemde de plaats Nouvelle-Angoulême, ter ere van de Franse koning Frans I in wiens dienst hij voer. Hoewel Verrazano New York Harbor ontdekte, wordt aangenomen dat hij niet verder voer dan de brug die nu zijn naam draagt, maar terug zeilde, de Atlantische Oceaan op. Pas met de reis van Henry Hudson, een Engelsman in dienst van de Vereenigde Oostindische Compagnie werd het gebied in kaart gebracht. Hudson ontdekte Manhattan op 11 september 1609 en voer de stroom op die nu zijn naam draagt, de Hudson, tot hij aankwam op de plaats van de huidige hoofdstad van de staat New York, Albany.
Hudson ontdekte vrij snel dat de pelzenhandel naar Europa een lucratieve bron van inkomsten betekende. Hudson leidde maanden later verschillende Nederlandse handelsschepen naar het gebied. De handel tussen Nederland en de inheemse bevolking floreerde maar leidde nog niet tot permanente nederzettingen.
In 1624 stichtte een groep protestantse Waalse families een eerste nederzetting op het eiland Manhattan. Zij werden daarop gevolgd door streekgenoten en andere families van Duitse, Nederlandse en Britse afkomst. Het gebied werd destijds zowel Nieuw-België als Nieuw-Nederland genoemd. Kort daarop arriveerde in 1625 een Nederlands schip van de West-Indische Compagnie op deze locatie in het hedendaagse New York. Zij wilden de bonthandel van deze compagnie in de Hudson-vallei beschermen. In mei 1626 werd de Nederlandse Peter Minuit aangewezen als eerste gouverneur van de kolonie. De nederzetting kreeg de naam Nieuw-Amsterdam.
In 1626 "kocht" Minuit Manhattan van de Indianen voor snuisterijen ter waarde van 60 gulden, nu zo'n 700 euro of duizend dollar waard. In 1647 werd Peter Stuyvesant Director General van het Nieuwe Nederland. In 1653 werd er een muur gebouwd ter bescherming tegen de indianen. De aangrenzende straat werd de Walstraat (Wall Street) genoemd.
In de aanloop naar de Tweede Engels-Nederlandse Oorlog in 1664 werd Nieuw-Amsterdam veroverd door de Engelsen, die de nederzetting New York noemden, naar de hertog van York. In 1667 had de Republiek bij de Vrede van Breda ervan afgezien het gebied terug te eisen; in ruil daarvoor bleef men het dat jaar veroverde Suriname bezet houden evenals onder andere het Molukse eiland Run, waarmee de VOC het nootmuskaatmonopolie verwierf.
In 1673 had de Republiek Manhattan weer even in bezit, maar al gauw nadat de naam in "Nieuw-Oranje" veranderd was, werd het bij de Vrede van Westminster in 1674 definitief overgedragen aan de Britten. Omgekeerd deden de Britten bij dit verdrag, dat niet zozeer feitelijke, maar vooral formele veranderingen omvatte, definitief afstand van Suriname. Onder het Britse bestuur groeide het belang van New York als handelspost. In 1754 werd de Columbia-universiteit opgericht op aanwijzing van George II van Groot-Brittannië.

## Engelsen en de Amerikaanse revolutie: 1665-1783

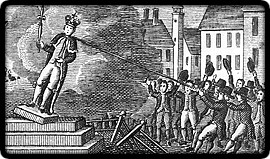
Het standbeeld van de Engelse koning George III wordt neergehaald, in 1776.

Deze periode ving aan met de Engelse overname van het Nederlandse Nieuw-Amsterdam en Nieuw-Nederland in 1664. In 1673 kreeg Nederland het weer even in bezit, met als laatste gouverneur Peter Stuyvesant. Al snel na de naamsverandering in Nieuw-Oranje werd het in november 1674 een laatste maal aan de Engelsen overgedragen, in ruil voor het huidige Suriname.
In 1720 werd de eerste scheepswerf gebouwd. Scheepsbouw was destijds een belangrijke bron van inkomsten.
Naarmate de in New York herdoopte stad en de omliggende gebieden zich ontwikkelden, groeiden er onafhankelijkheidsgevoelens onder sommigen, maar het gebied was sterk verdeeld wat betreft de loyaliteiten. Het gebied van het moderne New York vormde het toneel van de  New York Campaign  (1776), een reeks belangrijke veldslagen in de vroege Amerikaanse Onafhankelijkheidsoorlog. Na een vroeg succes in deze campagne werd de stad het politieke en militaire centrum van Britse operaties op Noord-Amerika. Nathan Hale werd in Manhattan gehangen na de Slag van Long Island. Daarbij begonnen de Britten de meerderheid van de Amerikaanse krijgsgevangenen aan boord van gevangenisschepen in Wallabout Bay in Brooklyn onder te brengen. Op deze gevangenisschepen verloren meer Amerikanen hun leven door verwaarlozing dan er stierven in alle gevechten in deze oorlog samen. New York liep tweemaal zware schade op door branden met een verdachte oorsprong tijdens de Britse bezetting die volgde op de Slag van Brooklyn aan het begin van de Amerikaanse onafhankelijkheidsoorlog. Deze bezetting duurde tot 25 november 1783. George Washington keerde op deze 25ste november terug naar de stad terwijl de laatste Britse troepen de Verenigde Staten verlieten. Bijna een eeuw werd deze dag lokaal wijdverspreid gevierd als "Evacuation Day". Het Continental Congress kwam in New York samen onder de Artikelen van Confederatie.
| New York Populatie per jaar                                 | New York Populatie per jaar |
| ----------------------------------------------------------- | --------------------------- |
| 1790                                                        | 33.131                      |
| 1800                                                        | 60.515                      |
| 1810                                                        | 96.373                      |
| 1820                                                        | 123.706                     |
| 1830                                                        | 202.589                     |
| 1840                                                        | 312.710                     |
| 1850                                                        | 515.547                     |
| 1860                                                        | 813.669                     |
| 1870                                                        | 942.292                     |
| 1880                                                        | 1.206.299                   |
| 1890                                                        | 1.515.301                   |
| 1900                                                        | 3.437.202                   |
| 1910                                                        | 4.766.883                   |
| 1920                                                        | 5.620.048                   |
| 1930                                                        | 6.930.446                   |
| 1940                                                        | 7.454.995                   |
| 1950                                                        | 7.891.957                   |
| 1960                                                        | 7.781.984                   |
| 1970                                                        | 7.894.862                   |
| 1980                                                        | 7.071.639                   |
| 1990                                                        | 7.322.564                   |
| 2000                                                        | 8.008.278                   |
| Inclusief de "outer boroughs" voor de samenvoeging van 1898 |                             |
| 1790                                                        | 49.000                      |
| 1800                                                        | 79.200                      |
| 1830                                                        | 242.300                     |
| 1850                                                        | 696.100                     |
| 1880                                                        | 1.912.000                   |

## Onafhankelijkheid en de komst van de Ieren: 1784-1854

Inauguratie van George Washington (1789)

New York werd de eerste hoofdstad van de nieuw gevormde Verenigde Staten op 13 september 1788 onder de Constitutionele Conventie van de Verenigde Staten. Op 30 april 1789 werd de eerste President van de Verenigde Staten George Washington geïnaugureerd in Federal Hall aan Wall Street. New York bleef tot 1790 de hoofdstad van de jonge republiek, waarna deze eer Philadelphia te beurt viel.
New York groeide uit als een economisch centrum, eerst als het resultaat van het beleid en de daden van Alexander Hamilton, de eerste Secretary of the Treasury, en later door de opening van het Eriekanaal in 1825. Na de Amerikaanse onafhankelijkheidsoorlog vestigden duizenden, voornamelijk New England Yankees, zich in de stad. Ze waren met zoveel dat tegen 1820 de stad haar vooroorlogse populatie ver had overtroffen. De inwoners behoorden grotendeels tot de middenklasse, met een groeiende bovenklasse, en stamden voor de volle 95% van Amerikaanse ouders af. In economisch opzicht ontwikkelde New York zich als een krachtig centrum van artisanale en ambachtelijke activiteit, terwijl de bank- en commerciële sector van de stad al snel voor een tijd dominant werd in de Verenigde Staten. Tijdens de periode 1800-1840 groeide de stad in weelde en macht en nooit zou de stad nog zo’n fundamentele samenleving omvatten van overwegend Amerikaansgeboren burgers.

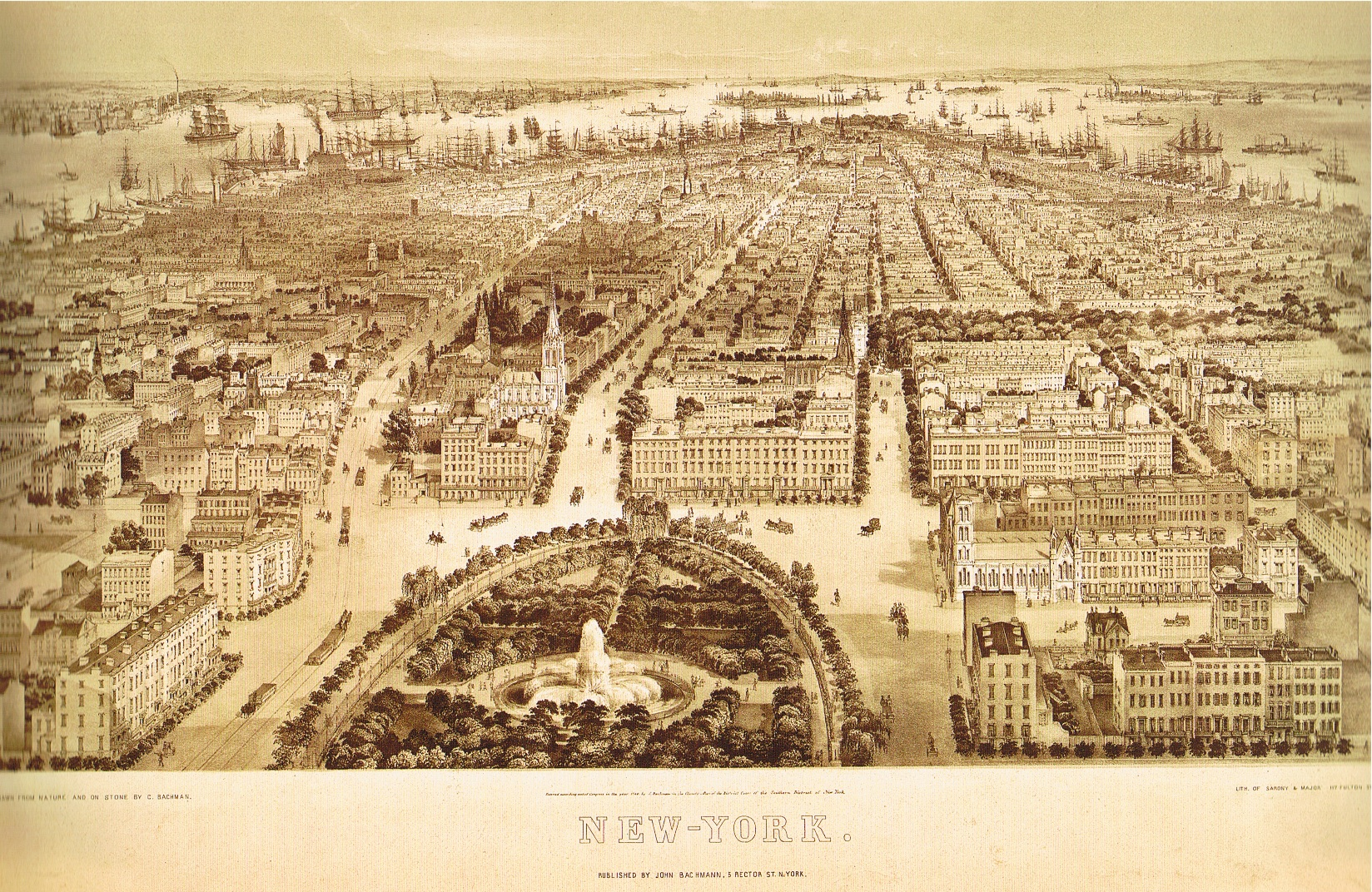
Straatbeeld van New York vanaf Union Square, 1849.

New York was een stabiele protestantse Amerikaanse middenklasse maatschappij die bestond uit brokers, gilde leden, bankiers, ambachtslieden, handwerkers, handelaren, schippers, winkeliers, en goed betaalde arbeiders die allen werkten in een vroeg republikeinse omgeving van vrijwillige brandweerlieden, burgerwachten en andere civiele organisaties. Plots werd deze samenleving in de 1840’s overspoeld door duizenden, meestal analfabete, ongeschoolde katholieke Ieren die de landbouwcrisis in hun thuisland ontvluchtten. De sociale verandering liet New York op zijn grondvesten beven. Doordat de bureaucratische civiele structuren van vandaag ontbraken, stortte de stadsinfrastructuur die steunde op een vrijwilligersnetwerk van gelijkdenkende individuen in elkaar. De oorspronkelijke netwerken legden zich nu toe op het beschermen van de buurten van de in oorsprong Amerikaanse stadsburgers tegen de Ierse Amerikanen. De Ieren vormden bendes om zichzelf te beschermen. De criminaliteit steeg toen competitieve etnische vrijwilligersgroepen wedijverden voor de controle over de gemeentelijke steun en haar brandbestrijding- , hygiëne-, afval- en politie- voorzieningen.
Tammany Hall begon aan invloed te winnen met de steun van de Ierse immigranten, wat in 1854 uitmondde in de verkiezing van de eerste Tammany burgemeester, Fernando Wood.
Tammany Hall was een cliëntelisme netwerk van de lokale Democratische Partij die dreef op, en al snel gedomineerd werd door rooms-katholieke Ieren.

## Segregatie en burgeroorlog 1855-1897
Tijdens de 1ste helft van de 19e eeuw onderging de stad een transformatie door een visionair stadsplanningvoorstel, het Commissioners' Plan van 1811, dat een stratenraster over het eiland Manhattan voorzag. Door de opening van het Eriekanaal, dat de Atlantische haven verbond met de uitgebreide landbouwmarkten van het Mid-Westen van de Verenigde Staten en Canada, had New York tegen 1835 Philadelphia voorbijgestoken als grootste stad van de Verenigde Staten. Leden van de oude handelsaristocratie, die tegemoet wensten te komen aan de nood voor open ruimte in de stad, ijverden voor een Centraal Park. In 1857 werd een ontwerpwedstrijd uitgeschreven. Central Park werd het eerste landschapspark in een Amerikaanse stad.
In 1831 deed de paardenomnibus haar intrede in New York, in 1853 gevolgd door de paardentram, hier "streetcar" genoemd. De particuliere vervoersmaatschappijen waren vrij in het toelaten en het weren van passagiers. Over het algemeen werden zwarte New Yorkers geweerd. Dit leidde tot een incident op zondag 16 juli 1854, toen de 24-jarige kleuterleidster Elizabeth Jennings op 3th Avenue instapte en door de conducteur werd gesommeerd om uit te stappen. De vrouw had haast om de kerkdienst te halen waar ze orgel moest spelen en weigerde de tram te verlaten. Er ontstond een handgemeen en de politie kwam eraan te pas. Jennings spande een proces aan, dat ze won. Haar advocaat was de latere president Chester Arthur. Na een tweede incident op een andere lijn werd in 1861 de rassenscheiding in het openbaar vervoer in 1861 opgeheven.
Tijdens de Amerikaanse Burgeroorlog (1861–1865) verdeelden 1. de commerciële band met het zuiden, 2. de groeiende migrantenbevolking en 3. de ontevredenheid omtrent de conscriptie de noordelijke Unie en de zuidelijke Confederatie. In New York mondde dit uit in de dienstplichtrellen of Draft Riots van 1863, een van de grootste civiele opstanden in de Amerikaanse geschiedenis.

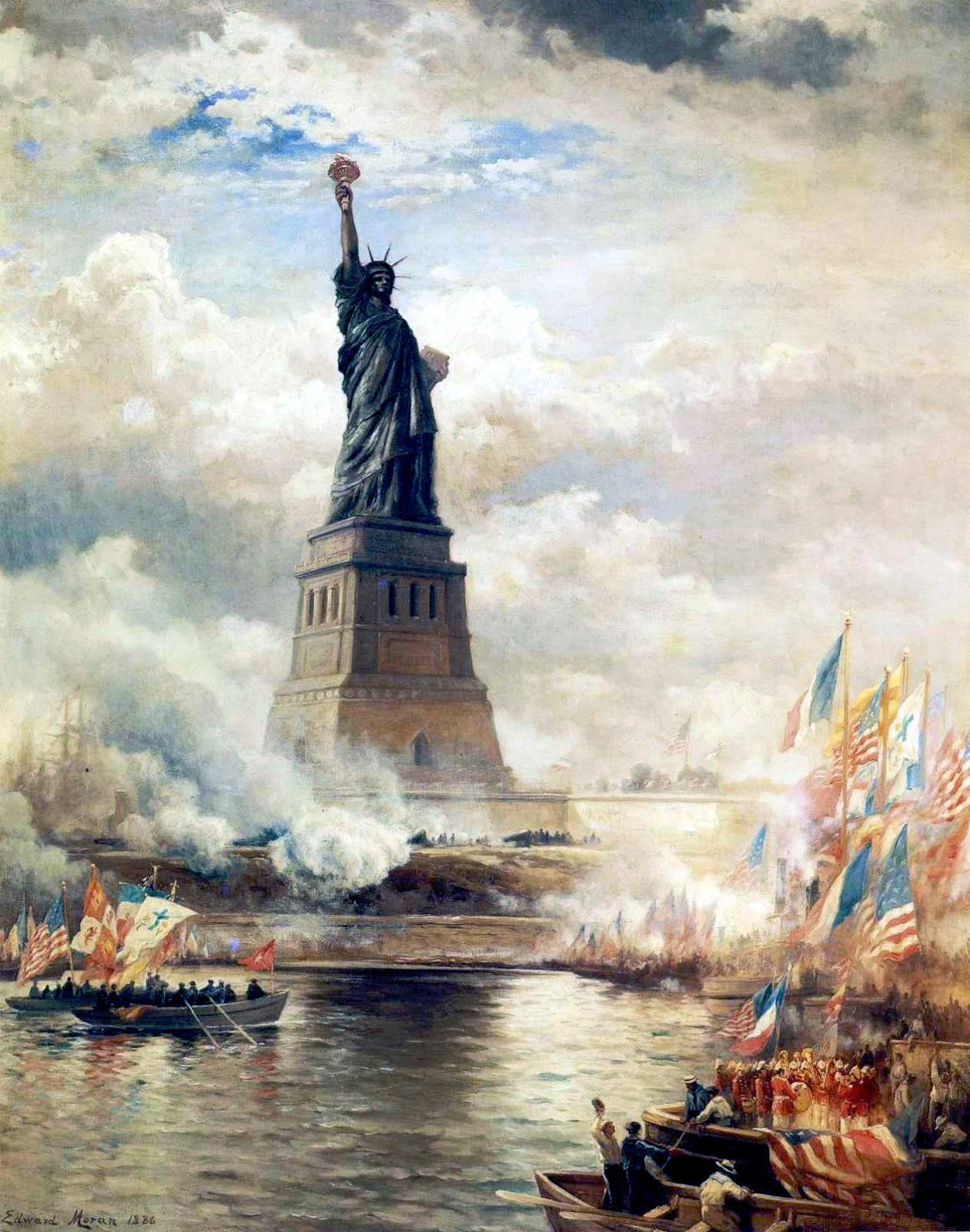
De onthulling van het Vrijheidsbeeld in 1886.

Na de Burgeroorlog nam het aantal Europese immigranten sterk toe. New York werd de eerste stop voor miljoenen mensen die een nieuw en beter leven in de Verenigde Staten zochten. Het in 1886 opgerichte Vrijheidsbeeld staat symbool voor hen. De Europese en Aziatische groepen hokten vaak samen in etnische wijken, voorlopers van Chinatown, Little Italy en Little Germany. De migranten brachten criminele organisaties uit de oude wereld mee die snel tot de corrupte gemeentelijke politieke machine van Tammany Hall doordrongen. Terwijl Amerikaanse industriebonzen de immigranten uitbuitte met lage lonen en benepen leefomstandigheden. Een stad vol huurhuizen en goedkope buitenlandse arbeiders uit tientallen landen vormde een broeinest van revolutie, syndicalisme, gangsterpraktijken en vakbonden. De bovenklassen reageren met knokploegen, georganiseerde misdaadbendes, strenge overdadige controles en politieke onderdrukking om de groepen te ondermijnen die zich weigerden te schikken. Groepen zoals de antikapitalistische vakbond de Industrial Workers of the World (IWW), de American Protestant Association en hervormers van alle kleuren werden hevig onderdrukt. Te onafhankelijke misdaadheren verdwenen.

## Eerste helft 20e eeuw: 1898-1945

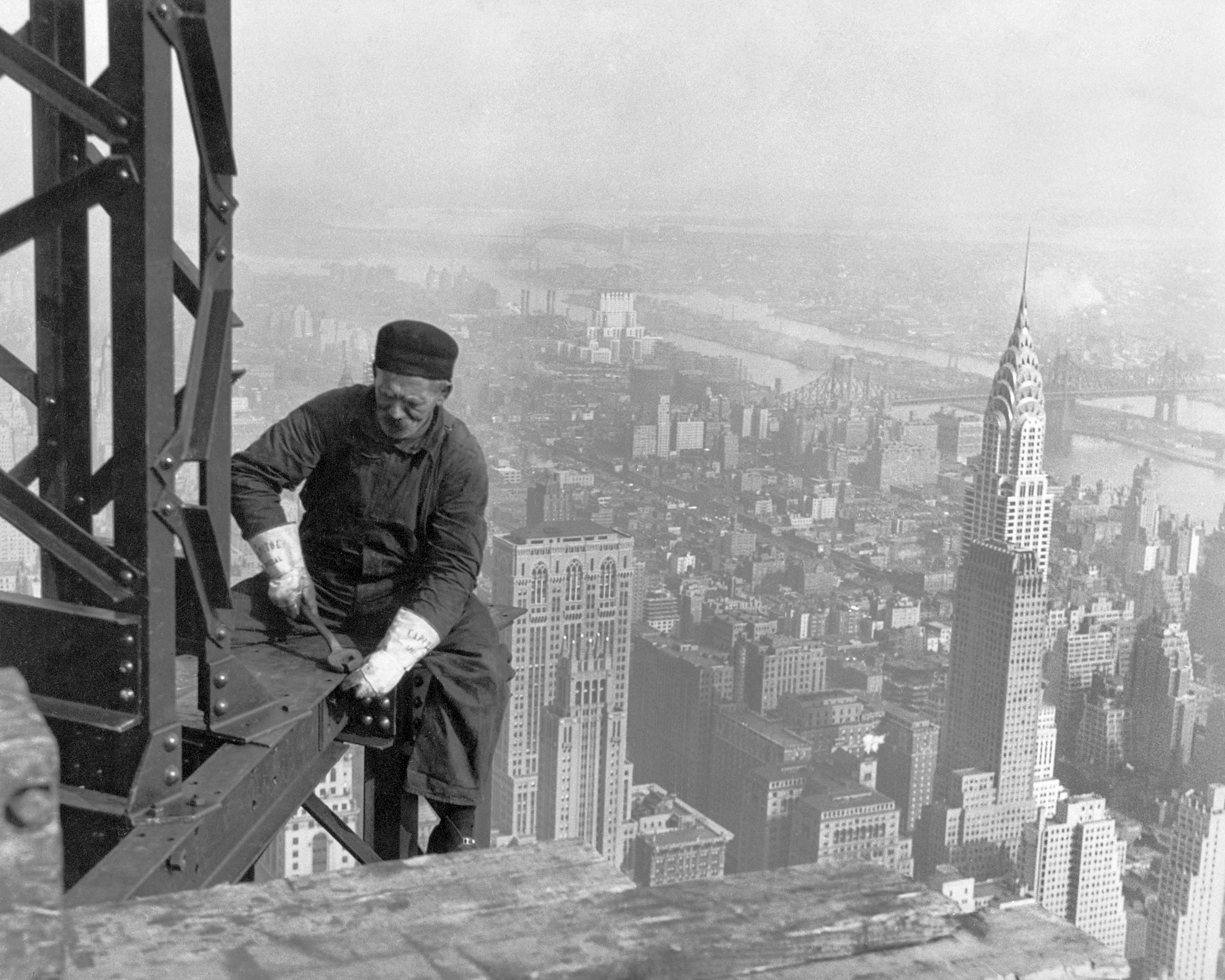
Een arbeider werkt aan de Empire State Building 25 verdiepingen hoger dan de Chrysler Building (rechts) die een jaar eerder voltooid werd.

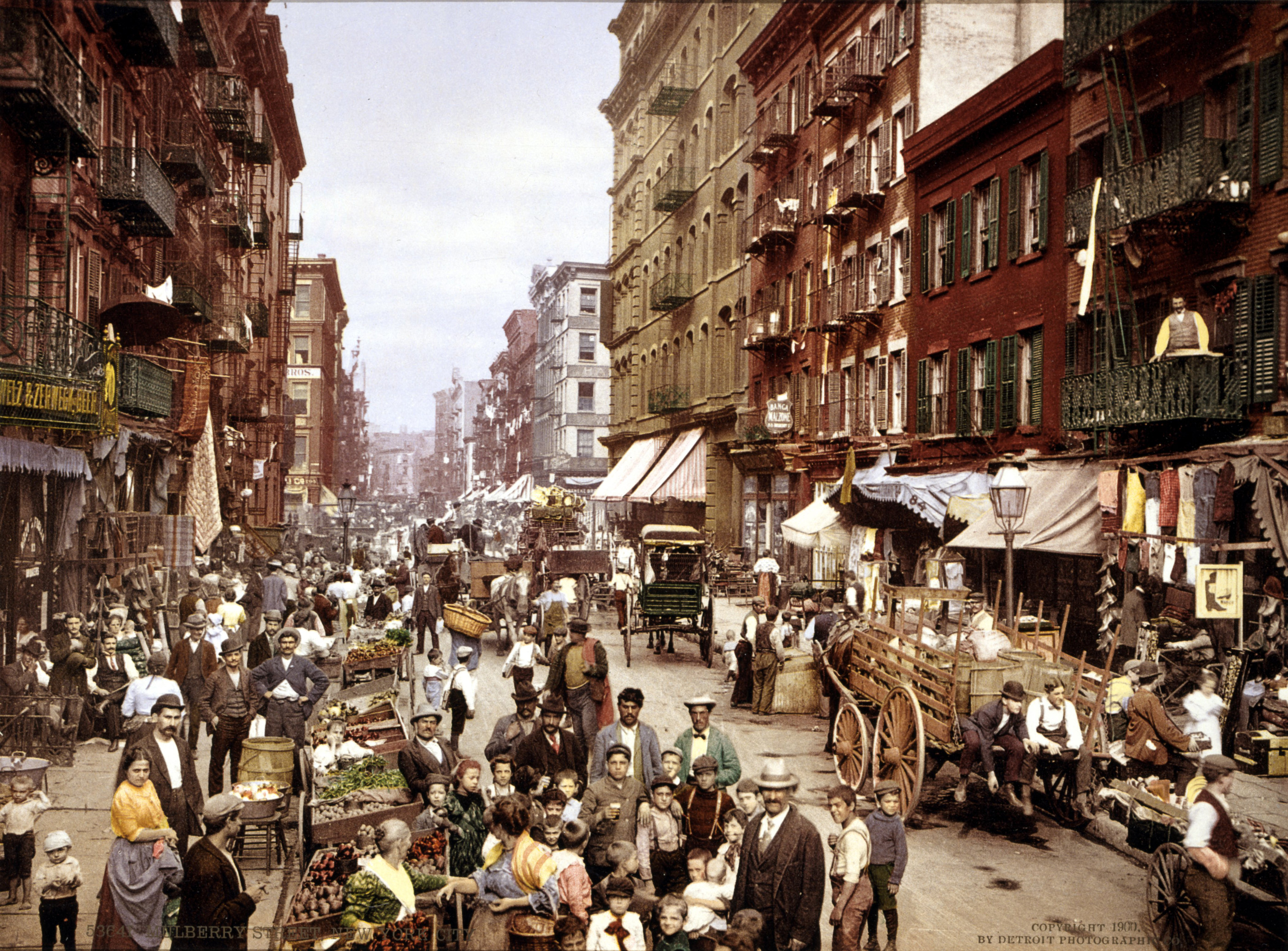
Mulberry Street NYC ca.1900

Deze periode ving aan met de samenvoeging van de vijf stadsdelen in 1898. Manhattan en de Bronx waren één county maar twee aparte boroughs die werden samengevoegd met de drie boroughs Queens, Brooklyn en Staten Island. Deze werden afgescheurd van de aangrenzende counties om een nieuwe gemeentelijke overheid te vormen die aanvankelijk "Greater New York" werd genoemd. Uit de Borough van Brooklyn werd de onafhankelijke stad Brooklyn, samen met verschillende gemeenten uit oostelijk Kings County samengevoegd met Manhattan. Dit stadsdeel was recentelijk door de Brooklyn Bridge met Manhattan verbonden; De Borough Queens ontstond uit het westen van Queens County (met wat overschoot van het gestichte Nassau County in 1899); de Borough Staten Island omhelsde heel Richmond County. Alle overheden (gemeenten, steden en county's) in deze boroughs werden opgeheven. In 1914 maakte de Legislatuur van de Staat New York van Bronx één county, waardoor de vijf counties samenvielen met de vijf boroughs.
Op 15 juni 1904 kwamen meer dan 1000 mensen, voornamelijk vrouwen en kinderen uit de wijk Little Germany om op het stoomschip de General Slocum toen deze op de East River vuur vatte en afbrandde op North Brother Island. Het volgende jaar was Little Germany leeggebloed. Op 25 maart 1911 kostte de Triangle Shirtwaist Factory fire in Greenwich Village 146 textielarbeiders het leven. Beide rampen zouden elk op hun beurt leiden tot grote verbeteringen op het vlak van de veiligheid op schepen en in gebouwen.
Een reeks van nieuwe transportverbindingen waaronder de in 1904 geopende Subway hielp de nieuwe stad in haar eenwording. Het hoogtepunt van de Europese immigratie bracht nieuwe sociale opheffing. Later, in de jaren 1920, kreeg de stad een toevloed van Afro-Amerikanen te verwerken als deel van de Grote Migratie uit de Zuidelijke Verenigde Staten. Daarnaast vond de Harlem Renaissance plaats die deel uitmaakte van de economische hoogconjunctuur tijdens de drooglegging waarbij met elkaar wedijverende wolkenkrabbers aan de skyline verschenen.
In de eerste helft van de 20e eeuw werd de stad een wereldcentrum voor industrie, handel en communicatie. De New York Subway reed uit en de spoorlijnen die vanuit de Grand Central Station vertrokken floreerden. Bovendien werd een autosnelweg aangelegd in het westen van Manhattan; de West Side Elevated Highway. In 1925 was New York de stad met het hoogste aantal inwoners ter wereld en stootte daarmee Londen van de eerste plaats.
De spiraal van steeds sneller op elkaar volgende veranderingen, stijgende criminaliteit en armoede werd doorbroken door het uitbreken van de Eerste Wereldoorlog die de handelsroutes verstoorden. Samen met de "Immigration Restriction Acts" die de naoorlogse immigratie beperkte en de Grote Depressie die de vraag naar nieuwe arbeid stopte, leidde dit alles tot het einde van de heerschappij van de "Gilded Age" baronnen.
Het interbellum kende de verkiezing van de hervormingsgezinde burgemeester Fiorello LaGuardia en de val van Tammany Hall na tachtig jaar de stedelijke politiek te hebben gedomineerd. De stadsdemografie stabiliseerde en de vakbondsverenigingen slaagden erin nieuwe bescherming en welvaart te bekomen voor de arbeidersklasse. Het stedelijk bestuursapparaat onderging onder LaGuardia een sterke revisie. Zowel voor als na de Tweede Wereldoorlog werden door diens controversiële parkcommissaris Robert Moses grote gebieden in de stad heraangelegd voor het aanleggen van bruggen, parken en "parkways". Moses was de grootste Amerikaanse voorstander van het moderne urbanisme dat de auto centraal stelde.
Ondanks de gevolgen van de Grote Depressie na de beurskrach van 1929 op de New York Stock Exchange rezen tijdens de jaren 1930 wolkenkrabbers op aan de horizon, waaronder vele art-deco-meesterwerken die vandaag nog steeds deel uitmaken van de skyline.

## Na Wereldoorlog II: 1946-1977
Terugkerende veteranen uit de Tweede Wereldoorlog  en immigranten uit Europa zorgden voor een naoorlogse economische boom en dit leidde tot de ontwikkeling van grote wijken in het oosten van Queens. In 1951 verruilden de Verenigde Naties hun eerste hoofdkwartier in Flushing Meadows Park, Queens, voor de oostelijke zijde van Manhattan.
In de jaren 60 verloren de denkbeelden van de projectontwikkelaar en stadsleider Robert Moses aan populariteit in het voordeel van de anti-Urban Renewal kijk van Jane Jacobs. Na burgerlijke protesten werden de plannen om een expresweg door Lower Manhattan aan te leggen afgevoerd. Zoals vele grote steden in de Verenigde Staten werd ook NYC in de jaren 60 geteisterd door rassenrellen, stadsvlucht en industrieel verval. Eind juni 1969 vonden in de wijk greenwich Village de Stonewall-rellen plaats. Een opstand van homo's, maar vooral travestieten die het getreiter van de New Yorkse politie beu was. Deze opstand vormt een demarcatielijn in de geschiedenis van de holebi-beweging. Eind juli werd in New York het Gay Liberation Front opgericht, dat nog datzelfde jaar in andere steden en aan universiteiten opdook. Exact één jaar later vond de eerste Gay pride parade ter wereld plaats tussen Greenwich Village en Central Park.
Tegen de jaren zeventig had de stad de kwalijke reputatie een door criminaliteit verteerde relikwie uit het verleden te zijn. In 1975 kon het stadsbestuur het bankroet enkel vermijden door een federale lening- en schulden herschikking door de Municipal Assistance Corporation geleid door Felix Rohatyn. De stad werd tevens gedwongen om een nauwgezette financiële doorlichting te ondergaan door een bureau van de staat New York. In 1977 werd de stad door twee rampen getroffen. De stad werd een tijdlang geteisterd door de seriemoordenaar David Berkowitz, bijgenaamd Son of Sam. Daarnaast zorgde de stroompanne datzelfde jaar voor een golf van massale plundering en vandalisme (1616 winkels werden beschadigd, 1037 brandhaarden geblust en 3776 mensen gearresteerd). Deze gebeurtenissen waren misschien de drijfkracht voor de verkiezing van burgemeester Ed Koch, die beloofde de stad te laten heropleven.

## Moderne periode: 1978-2001

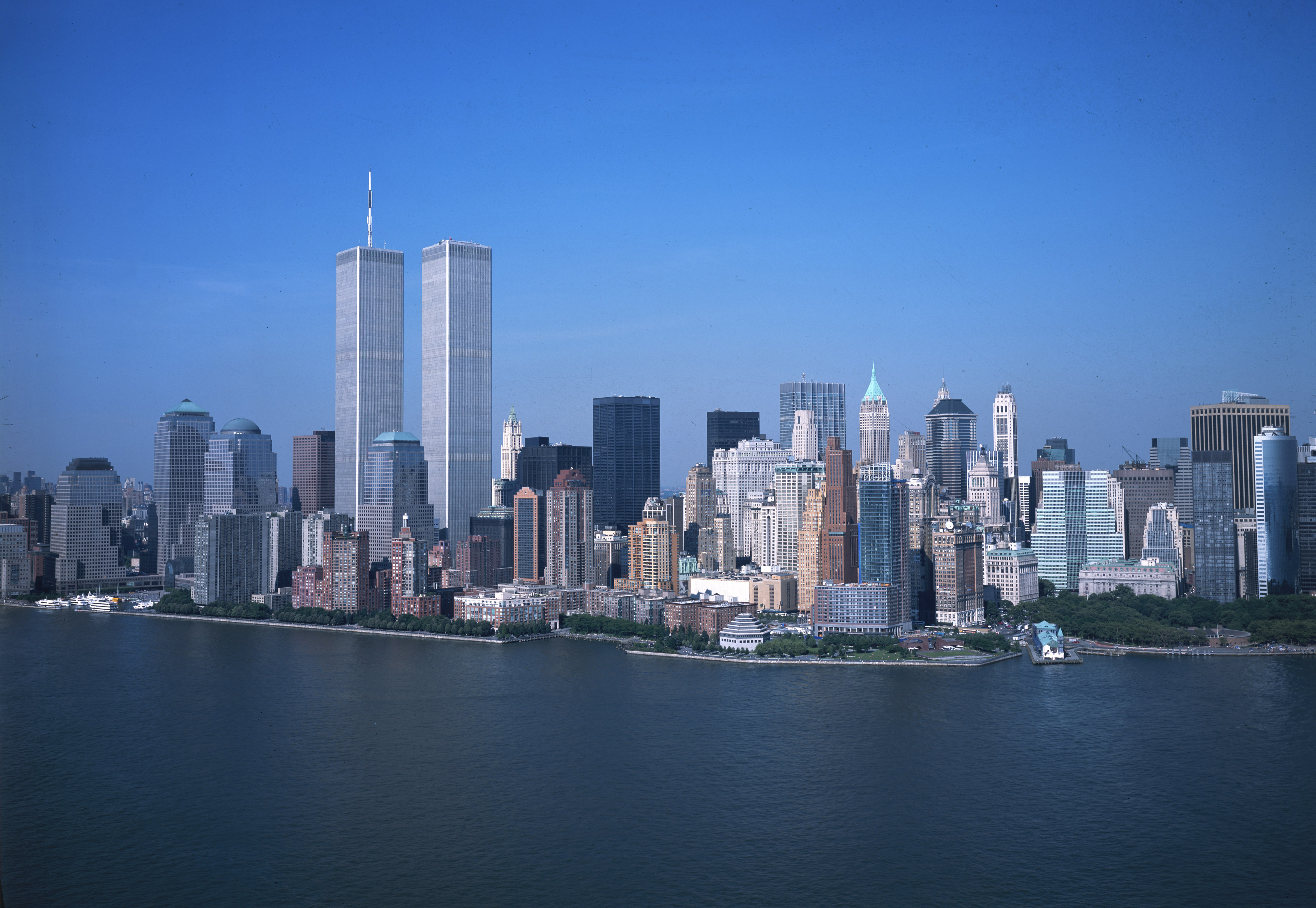
Zicht op New York, augustus 2001.

In de jaren 80 kende Wall Street een sterke heropbloei en de stad herwon haar rol als centrum van de wereldwijde financiële industrie. Ook het Theater District rond Broadway (na in de jaren 60 en 70 deels te zijn geëvolueerd tot een red light district) kende een heropbloei, te danken aan de groeiende toerisme-industrie.
De jaren 90 werden gekenmerkt door een drastische daling van de criminaliteitsratio (voornamelijk onder burgemeester Rudy Giuliani) en het omkeren van de stadsvlucht. De stad werd niet alleen de bestemming van immigranten vanuit de hele wereld maar ook die van vele Amerikaanse burgers die het kosmopolitische leven opzochten dat New York hun kon bieden. Eind jaren 90 genoot de stad disproportioneel van het succes van de financiële dienstverlening tijdens de internethype. Dit was een van de factoren in dat decennium waardoor de waarde van residentiële en commerciële gebouwen een sterke stijging kende.

## 9/11-vandaag
New York werd op 11 september 2001 opgeschrikt door een terroristische aanslag, waarbij bijna 3000 mensen de dood vonden toen twee vliegtuigen zich in het World Trade Center boorden. De wereldpers keek daarop toe hoe de meer dan 400 meter hoge Twin Towers instortten, een muur van stof en puin door de nabije straten stotend. Deze instorting bracht een ernstige klap toe aan de verzamelde hulpverleners en vooral aan de brandweerlui die via de trappen het vuur trachten te bereiken. Economisch werden vooral de wijken in Lower Manhattan getroffen, daar de duizenden mensen die in het WTC tewerkgesteld waren de plaatselijke horeca niet meer konden aandoen. Er zijn volop plannen om op de voormalige WTC-site, bekend als Ground Zero, het One World Trade Center op te richten. De aanslagen bezorgden vele New Yorkers een trauma dat zich manifesteert bij elk vliegtuigongeluk in de stad.
Op 14 augustus 2003 werd New York, samen met acht andere Amerikaanse Staten en delen van Canada, getroffen door de grootste stroomuitval in de geschiedenis van Noord-Amerika, de Blackout van 2003. De gevolgen van het uitvallen van liften, de metro van New York, lichten en verkeerslichten, airco’s (temperatuur die dag: 33 °C), e.a. zorgden voor een gigantische chaos die de kwetsbaarheid van metropolen onder de aandacht bracht.
Voorjaar 2020 werd de stad getroffen door de Coronapandemie, die snel om zich heen greep. Al in april werd een dodental van 10.000 bereikt, mede doordat de bestuurders laat reageerden. Voor de wereld was de aanblik beangstigend van lege straten, lange rijen met ambulances, die hun patiënten niet kwijtraakten in de overvolle ziekenhuizen, en vrachtwagens vol lijkkisten op weg naar een begraafplaats. Uiteindelijk bedroeg het dodental 32.000.